# Satans mordere
"Satans mordere" var et udtryk brugt af Olof Palme i 1975 (svensk: dessa satans mördare) om det facistiske regime i Spanien under Franco.
Palmes udtryk kom i forbindelse med henrettelsen af fem unge baskiske separatister den 27. september 1975.
Palme anvendte udtrykket under en tale på den socialdemokratiske partikongres den 28. september 1975.
Han sagde "[D]et fantastiska är att detta fortsätter, att dessa satans mördare får hålla på som det sker".
Efter Palme er udtrykket også brugt af andre. Da USA bombede Afghanistan efter terrorangrebet den 11. september 2001 udtalte den norske stortingsrepræsentant Olav Gunnar Ballo fra Sosialistisk Venstreparti: "Jeg gjentar Olof Palmes ord om USAs bombing av Vietnam: Disse satans mordere! USA myrder mennesker også i dag, i Afghanistan." Heri lå der dog den misforståelse, at Palme ikke havde udtalt ordene om USA.
Satans mordere er også titlen på en dokumentarfilm af Stig Edling om Palmemordet.

## Henvisning
1. ↑  Olof Palme, Programkommissionens förslag till nytt partiprogram, side 96.
2. ↑  Skjalg Fjellheim og Anne Kristin Hjukse (14. oktober 2001). "Disse satans mordere". Dagbladet.
3. ↑  search